# Jakobinerne
Jakobinerne er betegnelsen for en fransk radikal politisk bevægelse, som spillede en hovedrolle under Den franske revolution og havde enemagten 1793-1794. Blandt dets kendteste medlemmer er Marat, Danton, Desmoulins og Robespierre. Partiet blev også i den sidste periode blandet sammen med det andet radikale revolutionære parti kaldet ”Bjerget” (la Montagne) efter den høje placering i Nationalforsamlingen som begge havde, hvorfor tilhængerne undertiden kaldtes montagnarder.
Bevægelsen opstod egentlig i 1789 omkring Jakobinerklubben, som fik navnet, fordi den havde til huse i et tidligere munkekloster for jakobinere (dominikanermunke), men i løbet af de første revolutionsår udviklede den sig til en bevægelse (derimod næppe et parti i moderne forstand). Politisk tilhørte den revolutionens venstrefløj, krævede radikale reformer, kamp mod kirkens økonomiske magt, stærk statsmagt og efterhånden også republik. Socialt havde den sin basis i småborgerskabet, men nød også en udbredt støtte hos de relativt få arbejdere og dele af pjalteproletariatet. Jakobinerne er tillagt socialistiske synspunkter, men det gælder generelt meget få af dem: De fleste begrænsede sig til politisk radikalisme. De spillede en ringe rolle i de første reformer af revolutionen, hvor de endnu repræsenterede ret moderate synspunkter og også rummede repræsentanter for adel og storborgerskab. Men efterhånden som modsætningen mellem de forskellige reformgrupper skærpedes, udskilte de egentlig radikale sig og understregede det gennem en stadig skarpere kurs. Deres hovedmodstander blev de mere moderat-liberale girondinere (fra Girondeområdet).
Ledende jakobinere var advokaten Georges Danton, redaktøren og lægen Marat, der som avisudgiver havde afgørende indflydelse på opinionen og journalisten Camille Desmoulins. Vigtigst blev advokaten Robespierre, der fra 1792 begyndte at tiltrække sig opmærksomhed. Jakobinerne var hovedsagelig imod krigen 1792, som de frygtede ville føre til kaos og diktatur, men blev ikke desto mindre ivrige fortalere for nådeløs kamp, da den kom.
Girondinernes fiasko ved krigsførelsen 1792-93 bragte jakobinerne magten. Især på Dantons initiativ gennemførtes afværgelsen af den fremmede invasion, kongens henrettelse og republikkens indførelse. Fra foråret 1793 tog jakobinerne ledelsen, styrtede og arresterede girondinernes ledere og førte med hård hånd krig mod både ydre og indre fjender. Deres reelle magt udøvedes gennem Velfærdsudvalget, som først lededes af Danton, siden af Robespierre. Det meste af Rædselsperioden styredes af dem. Store royalistiske opstande i Vendée blev slået hensynsløst ned, lige som alle virkelige eller formodede fjender af revolutionskursen blev henrettet. Samtidig satte de den almindelige værnepligt og skabelsen af en fransk storhær i system, ikke mindst takket være krigsministeren Lazare Carnot. Den stadige krigssituation og massehenrettelserne førte efterhånden til splittelse blandt jakobinerne. Danton tog gradvist afstand fra terroren og overlod derved ledelsen til Robespierre, der støttedes af sin højre hånd, advokat Saint-Just. I foråret 1794 knuste de stort set alle rivaler inden for partiet: dels venstrefløjen under journalisten Hébert som ville erstatte kristendommen med ”fornuftsdyrkelse”, dels de moderate under Danton og Desmoulins. Robespierre blev reelt republikkens diktator, og da han ville skærpe kursen yderligere, styrtedes han juli samme år af en sammensværgelse dels af reelle modstandere, dels af korrupte jakobinere, der ønskede hans kontrol fjernet.
Robespierres fald betød afslutningen på jakobinernes magtperiode i fransk historie. Men under Direktoriet fik bevægelsen dog en kort renæssance under navnet ”nyjakobinerne” og spillede en vis rolle som opposition mod Barras. Senere har man dog talt om jakobinske tendenser i fransk politik. Meget af det senere franske ”radikale venstre” fra 1800-tallet har præg af deres traditioner. Både Pariserkommunen og politikere som Clemenceau har erklæret sig som arvtagere efter jakobinerne.
I Danmark fandtes en del jakobinere og sympatisører især i København i 1790'erne, som dannede klubber og foreninger til støtte for revolutionen. Fx prokurator Niels Christian Bjerring som i folkemunde blev kaldt "den lille Marat". I juni 1796 udkom fire numre af tidsskriftet Jacobineren udgivet af boghandler Lorents Reistrup.